# Lijst van rijksmonumenten in Oosterhesselen
De plaats Oosterhesselen telt 13 inschrijvingen in het rijksmonumentenregister. Hieronder een overzicht. 
| Object                                                               | Oorspronkelijke functie? | Bouwjaar                                                                                                  | Architect                                   | Locatie                | Coördinaten?                  | Nr.?   | Afbeelding                                            |
| -------------------------------------------------------------------- | ------------------------ | --- | ------------------------------------------- | ---------------------- | ----------------------------- | ------ | ----------------------------------------------------- |
| Boerderij met achterbaander, underschoer en dakschild op overstek    | Boerderij                | 18e eeuw (kern) 19e eeuw (verb.)                                                                          |                                             | Burg. de Kockstraat 29 | 52° 45' 32" NB, 6° 43' 1" OL  | 31630  | Meer afbeeldingen                                     |
| Oldenbanningstee                                                     | Boerderij                | 18e eeuw (kern) 1814 (verb.)                                                                              |                                             | Burg. de Kockstraat 12 | 52° 45' 36" NB, 6° 42' 50" OL | 31631  | Meer afbeeldingen                                     |
| Hervormde kerk                                                       | Kerk en kerkonderdeel    | 15e eeuw 1628 (verb. koor) 1802 (ged. herb. schip) 1862 (bepleistering) 1930-'31 (rest.) 1983-'84 (rest.) |                                             | Geserweg 2             | 52° 45' 29" NB, 6° 42' 58" OL | 31632  | Meer afbeeldingen                                     |
| Hervormde kerk, toren                                                | Kerk en kerkonderdeel    | 1450-1500 1626 (klok)                                                                                     | mog. J. die Werckmeyster N. Sickmans (klok) | Geserweg 4             | 52° 45' 29" NB, 6° 42' 57" OL | 31633  | Meer afbeeldingen                                     |
| De Klencke                                                           | Kasteel, buitenplaats    | verm. middeleeuws 1670 (verb.) 1760 (verb.) 1976-'77 (rest.)                                              |                                             | Klenkerweg 13          | 52° 45' 47" NB, 6° 44' 43" OL | 31634  | Meer afbeeldingen                                     |
| Boerderij met diepliggende achterbaander en waterput met haal        | Boerderij                | ca. 1865 ca. 1870 (bijschuur)                                                                             |                                             | Middendorp 4           | 52° 45' 29" NB, 6° 42' 49" OL | 31635  | Meer afbeeldingen                                     |
| Terrein waarin sporen van begraving ("Hunnenkerkhof")                | Archeologisch monument   | IJzertijd                                                                                                 |                                             | aan de Grevenbergseweg | 52° 44' 33" NB, 6° 43' 47" OL | 341029 | Terrein waarin sporen van begraving ("Hunnenkerkhof") |
| Boerderij met achterbaander, grote bijschuur en varkensstal          | Boerderij                | 18e eeuw (kern) 19e eeuw (verb.)                                                                          |                                             | Burg. de Kockstraat 42 | 52° 45' 21" NB, 6° 42' 59" OL | 46811  | Meer afbeeldingen                                     |
| Villa in Interbellumstijl                                            | Woonhuis                 | 1929 | G. en W. Wierenga                           | Burg. de Kockstraat 45 | 52° 45' 25" NB, 6° 43' 4" OL  | 478197 | Villa in Interbellumstijl                             |
| Hallenhuisboerderij met middenlangsdeel                              | Boerderij                | ca. 1890 (verb.)                                                                                          |                                             | Burg. de Kockstraat 47 | 52° 45' 24" NB, 6° 43' 5" OL  | 478198 | Upload foto                                           |
| Boerderij in ambachtelijk-traditionele stijl                         | Boerderij                | ca. 1865                                                                                                  |                                             | Burg. de Kockstraat 51 | 52° 45' 22" NB, 6° 43' 5" OL  | 478199 | Meer afbeeldingen                                     |
| Hallenhuisboerderij met dwarsdeel in ambachtelijk-traditionele stijl | Boerderij                | ca. 1865                                                                                                  |                                             | Middendorp 2           | 52° 45' 30" NB, 6° 42' 51" OL | 479515 | Meer afbeeldingen                                     |
| Bijschuur in ambachtelijk-traditionele stijl                         | Boerderij                | ca. 1870                                                                                                  |                                             | bij Middendorp 2       | 52° 45' 30" NB, 6° 42' 51" OL | 479516 | Meer afbeeldingen                                     |